# Wyspa (powieść Aldousa Huxleya)
Wyspa (ang. Island) – jest ostatnim utworem angielskiego pisarza Aldousa Huxleya, opublikowanym w 1962 roku. Powieść to utopijna odpowiedź na najbardziej znaną z prac autora, czyli Nowy wspaniały świat.

## Fabuła
Fabuła Wyspy zaczyna się gdy dziennikarz Will Farnaby rozbija się na fikcyjnej wyspie Pala, położonej niedaleko Sumatry. Farnaby ma na celu szpiegowanie mieszkańców Pali dla ludzi pragnących położyć ręce na złożach ropy naftowej znajdujących się na wyspie. Pala ma unikalną kulturę która promuje rytualne zażywanie psychodelicznych narkotyków mających na celu osiągania stanu oświecenia duchowego, wychowywanie dzieci przez wspólnotę, trenowanie ptaków tak aby wykrzykiwały pokrzepiające hasła, czy też ograniczenie użycia nowoczesnych technologii do niezbędnych, takich jak przechowywanie żywności, medycyna i chirurgia.
Po pewnym czasie Farnaby zakochuje się w kulturze wyspy. Z ekstazy na punkcie życia w utopii wyrywa go jednak brutalne zdarzenie którego jest świadkiem; po kopulacji modliszek samica zabija i zjada samca, a sama jest następnie pożarta przez jaszczurkę. To zdarzenie uświadamia Farnabiemu że okrucieństwo wciąż istnieje poza granicami utopii. Czas istnienia utopii wkrótce mija; wroga wyspa podbija wyspę Pala i niszczy jej kulturę.